# Dunstanoides montana
Dunstanoides montana är en spindelart som först beskrevs av Forster och Wilton 1973.  Dunstanoides montana ingår i släktet Dunstanoides och familjen Amphinectidae. Inga underarter finns listade i Catalogue of Life.